# Kecskeméti Torna Egylet
Il Kecskeméti TE (nome completo Kecskeméti Testedző Egyesület), meglio noto come Kecskemét, è una società calcistica fondata nel 1911 con sede a Kecskemét, in Ungheria. 
Dopo quasi 100 anni di storia, nel 2008 vinse la NBII, ovvero il campionato di seconda divisione, accedendo per la prima volta nella massima serie.
Il picco venne raggiunto nel 2011 con la vittoria della Coppa ungherese che ha garantito anche l'accesso al secondo turno di qualificazione all'Europa League 2011-2012.

## Statistiche e record

### Statistiche nelle competizioni UEFA
Tabella aggiornata alla stagione 2024-2025.
| Competizione                  | Partecipazioni | G | V | N | P | RF | RS |
| ----------------------------- | -------------- | - | - | - | - | -- | -- |
| Coppa UEFA/UEFA Europa League | 1              | 2 | 0 | 2 | 0 | 1  | 1  |
| UEFA Conference League        | 1              | 2 | 1 | 0 | 1 | 3  | 4  |

## Organico

### Rosa 2022-2023
| N. |                       | Ruolo | Calciatore       |
| -- | --------------------- | ----- | ---------------- |
| 1  | Ungheria (bandiera)   | P     | Ádám Varga       |
| 3  | Ungheria (bandiera)   | D     | Dávid Tóth       |
| 4  | Ungheria (bandiera)   | D     | Attila Grünwald  |
| 7  | Ungheria (bandiera)   | C     | Máté Katona      |
| 8  | Ungheria (bandiera)   | C     | Bence Banó-Szabó |
| 9  | Montenegro (bandiera) | A     | Uroš Đuranović   |
| 10 | Ungheria (bandiera)   | C     | Krisztián Nagy   |
| 12 | Ungheria (bandiera)   | D     | Gábor Szalai     |
| 14 | Ungheria (bandiera)   | D     | Ábel Győri       |
| 15 | Ungheria (bandiera)   | D     | Alex Szabó       |
| 16 | Ungheria (bandiera)   | C     | Levente Vágó     |
| 17 | Ungheria (bandiera)   | A     | Zoltán Bodor     |
| 18 | Ungheria (bandiera)   | D     | Csaba Belényesi  |
| 19 | Ungheria (bandiera)   | D     | Gábor Buna       |

| N. |                     | Ruolo | Calciatore         |
| -- | ------------------- | ----- | ------------------ |
| 20 | Ungheria (bandiera) | P     | Bence Varga        |
| 21 | Ucraina (bandiera)  | D     | Mychajlo Rjaško    |
| 22 | Ungheria (bandiera) | A     | Barna Tóth         |
| 23 | Ucraina (bandiera)  | C     | Mychajlo Meschi    |
| 29 | Ungheria (bandiera) | C     | Soma Szuhodovszki  |
| 31 | Ungheria (bandiera) | A     | Benjámin Győri     |
| 46 | Ungheria (bandiera) | P     | Roland Kersák      |
| 55 | Ungheria (bandiera) | C     | Bálint Katona      |
| 71 | Ungheria (bandiera) | A     | Márton Gréczi      |
| 77 | Ungheria (bandiera) | D     | Márió Zeke         |
|    | Ungheria (bandiera) | D     | Valentin Hadaró    |
|    | Ungheria (bandiera) | D     | Imre Polyák        |
|    | Ungheria (bandiera) | C     | Krisztofer Horváth |
|    | Ungheria (bandiera) | C     | Tamás Nikitscher   |

## Rose delle stagioni precedenti
- 2011-2012

## Palmarès

### Competizioni nazionali
- Coppa d'Ungheria: 1

2010-2011
- Nemzeti Bajnokság II: 1

2007-2008
- Nemzeti Bajnokság III: 1

2020-2021

### Altri piazzamenti
- Campionato ungherese:

Secondo posto: 2022-2023
- Coppa di Lega ungherese:

Finalista: 2011-2012
- Supercoppa d'Ungheria:

Finalista: 2011
- Nemzeti Bajnokság II:

Secondo posto: 2000-2001